# Sessanta E.P.P.P.
Sessanta E.P.P.P. è un split EP dei gruppi musicali statunitensi A Perfect Circle, Primus e Puscifer, pubblicato il 29 marzo 2024 dalla Puscifer Entertainment.

## Descrizione
Pubblicato per la promozione del Sessanta Tour, tournée atta a festeggiare i sessant'anni di Maynard James Keenan, il disco comprende tre inediti realizzati per l'occasione dai tre gruppi. Rispetto alla composizione, è stato reso noto che delle bozze per tutti e tre i brani sono state realizzata da Keenan stesso sul software Logic Pro, per poi venir completate assieme ai rispettivi gruppi.
La prima traccia Kindred, realizzata dagli A Perfect Circle, vede il ritorno dello storico batterista Josh Freese, alla sua prima incisione con il gruppo da Emotive del 2004.

## Tracce
1. A Perfect Circle – Kindred – 4:49 (Billy Howerdel, Maynard James Keenan)
2. Puscifer – No Angel – 3:54 (Maynard James Keenan, Mat Mitchell, Carina Round)
3. Primus – Pablo's Hippos (Featuring Maynard James Keenan) – 3:26 (Primus, Maynard James Keenan)

## Formazione
Hanno partecipato alle registrazioni, secondo le note di copertina:
Musicisti
- Maynard James Keenan – voce, programmazione
- Billy Howerdel – chitarra elettrica, voce, basso, tastiera (traccia 1)
- Josh Freese – batteria (traccia 1)
- Carina Round – voce (traccia 2)
- Mat Mitchell – chitarra elettrica, programmazione (traccia 2)
- Greg Edwards – basso (traccia 2)
- Gunnar Olsen – batteria (traccia 2)
- Les Claypool – basso, voce (traccia 3)
- Larry "Ler" LaLonde – chitarra elettrica (traccia 3)
- Tim "Herb" Alexander – batteria (traccia 3)

Produzione
- Maynard James Keenan – produzione
- Billy Howerdel – produzione, ingegneria del suono, missaggio (traccia 1)
- Smiley Sean – ingegneria del suono aggiuntiva (traccia 1)
- Mat Mitchell – produzione (traccia 2), missaggio (tracce 2 e 3)
- Primus – produzione (traccia 3)
- Dave Collins – mastering
- Zoltron – artwork, grafica